# Pręgowo (województwo warmińsko-mazurskie)
Pręgowo (niem. Prangenau) – wieś w Polsce położona w województwie warmińsko-mazurskim, w powiecie kętrzyńskim, w gminie Kętrzyn.
W latach 1975–1998 miejscowość administracyjnie należała do województwa olsztyńskiego.

## Historia wsi
Miasto Kętrzyn w 1426 zakupiło teren wsi od zakonu krzyżackiego. Zasadźcą wsi był Hans Prange, który w 1425 był burmistrzem Kętrzyna. Nazwa wsi pochodzi od jego nazwiska. Na przełomie XVII i XVIII w. wsie Pręgowo i Poganowo należące do miasta zarządzane były przez Melchiora Hippela późniejszego burmistrza Kętrzyna.
Wieś w roku 1818 miała 23 domy i 171 mieszkańców. W 1913 właścicielem największego gospodarstwa chłopskiego był Christoph Laurer. Gospodarstwo miało powierzchnie ogólną 88,5 ha, w tym czasie było tam 27 koni i 3 źrebaki, 42 szt. bydła, w tym 27 krów i 51 szt. trzody chlewnej.

## Oświata
Szkoła w Pręgowie powstała w 1729 z inicjatywy superintendenta Andrzeja Szumanna. Szkoła była objęta patronatem miasta. Andrzej Szumann ustanowił fundację 400 guldenów z której dofinansowywane były szkoły w Poganowie i Pręgowie. Budynek szkoły rozbudowany został w 1935. Wieloletnim nauczycielem w dwuklasowej szkole do 1944 był Kurt Quohs. Szkoła po roku 1945 funkcjonowała jako szkoła czteroklasowa. Po likwidacji szkoły dzieci dowożone są do szkoły w Wilkowie.

## Inne
W pobliżu wsi znajduje się niewielkie jezioro Zakraj (niem. Sakray See, Sackrayen 1480) o powierzchni 2 ha.